# Kyarazaa
Kyarazaa (en abjasio: Кьаразаа) es una organización pública en la parcialmente reconocida República de Abjasia, aunque de iure pertenece a la República Autónoma de Abjasia de Georgia.

## Historia
La organización fue fundada el 23 de febrero de 2016 en oposición al Presidente Raul Jadyimba y está dirigida por Dmitri Dbar, que había sido destituido como jefe de policía de Sujumi en mayo de 2015 tras dos enfrentamientos entre miembros de la policía y el Servicio de Seguridad del Estado. Su grupo objetivo son los jóvenes y su objetivo declarado es consolidar la sociedad y fortalecer la condición de la República de Abjasia. El 2 de marzo, expresó su apoyo al referéndum previsto para celebrar elecciones presidenciales anticipadas. El referéndum, celebrado en julio, finalmente fracasó debido a la baja participación tras un boicot tanto por parte del gobierno como de los partidarios de la oposición.
El 6 de diciembre, Kyarazaa, junto con Aitaira, firmó un acuerdo de cooperación con el Bloque de Fuerzas de Oposición.